# Geoff Groselle
Geoffrey "Geoff" Groselle (Plano (Texas), 12 de febrero de 1993) es un jugador de baloncesto estadounidense que pertenece a la plantilla del Legia Varsovia de la PLK polaca. Mide 2,13 metros de altura y ocupa la posición de pívot.

## Trayectoria deportiva

### Universidad
Jugó cinco temporadas con los Bluejays de la Universidad de Creighton en las que promedió 6,1 puntos y 3,2 rebotes por partido.

### Profesional
Tras no ser elegido en el Draft de la NBA de 2016, fichó por el Basketball Löwen Braunschweig de la Basketball Bundesliga, donde en su primera temporada promedió 10,9 puntos y 6,2 rebotes por partido.
El 22 de julio de 2021, firma por el Fortitudo Bologna de la Lega Basket Serie A italiana.
El 14 de febrero de 2022, firma por el Fortitudo Bologna de la Lega Basket Serie A italiana.
En la temporada 2022-23, firma por el Legia Varsovia de la PLK polaca.